# Ханин, Жан Борисович
Жан Борисович Ханин (род. 1938 года) — советский лингвист и переводчик, создатель 7 словарей латгальского языка. Сторонник идеи самостоятельности латгальского языка. Создал интерактивную систему словарей в интернете, которая включает английский, немецкий, французский, русский, белорусский, эстонский, литовский, латышский и латгальский языки. В базе данных Жана Ханина более 16 000 000 слов и фраз. К словарям Жана Ханина подключены Белорусская национальная библиотека, Белорусский государственный университет, Санкт–Петербургский государственный университет, Латвийский университет, Даугавпилсский университет, Научная библиотека Латвии. Считает, что «лингвистика — это не наука о языке, а конструкция единообразия форм вывода информации, которые создает мозг! Разумеется, мою теорию не принимают деятели „официальной науки“».
До 1989 года Жан Ханин работал в Управлении внутренних дел СССР на транспорте.